# Графіура
Графіура, або «африканська соня» (Graphiurus) — рід ссавців з родини вовчкових (Gliridae) ряду мишовиді (Muriformes) надряду гризуни (Rodentia).

## Родинні стосунки
Рід графіура відноситься до окремої підродини Графіурові (Graphiurinae), однієї з 4-х підродин родини соневих. Цей рід є єдиним сучасним родом графіурових.

## Видовий склад
Графіура є найбагатшим за видовим складом родом серед родини соневих в цілому: ррзрізняють 14 видів. Рід включає такі сучасні види:
- Graphiurus angolensis
- Graphiurus christyi
- Graphiurus crassicaudatus
- Graphiurus johnstoni
- Graphiurus kelleni
- Graphiurus lorraineus
- Graphiurus microtis
- Graphiurus monardi
- Graphiurus murinus
- Graphiurus nagtglasii
- Graphiurus ocularis
- Graphiurus platyops
- Graphiurus rupicola
- Graphiurus surdus
- Graphiurus walterverheyeni

## Графіури в неволі
Графіур нерідко утримують як пестових тварин. Спільною їх побутовою назвою є «африканські соні», найчастіше виду Графіура лісова (Graphiurus murinus). Звичайно видова належність утримувачам залишається не відомою. Графіури є дуже рухливими тваринами. Приручаються складно. Часто між ними виникають сутички, особливо в переущільнених групах, через що у багатьох особин хвости виявляються відірваними.
Graphiurus cf. murinus в умовах неволі:

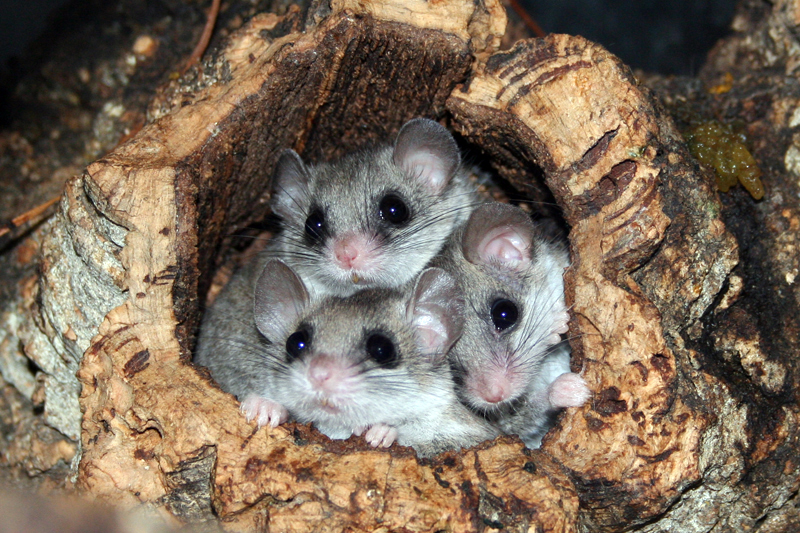
три самці в кублі
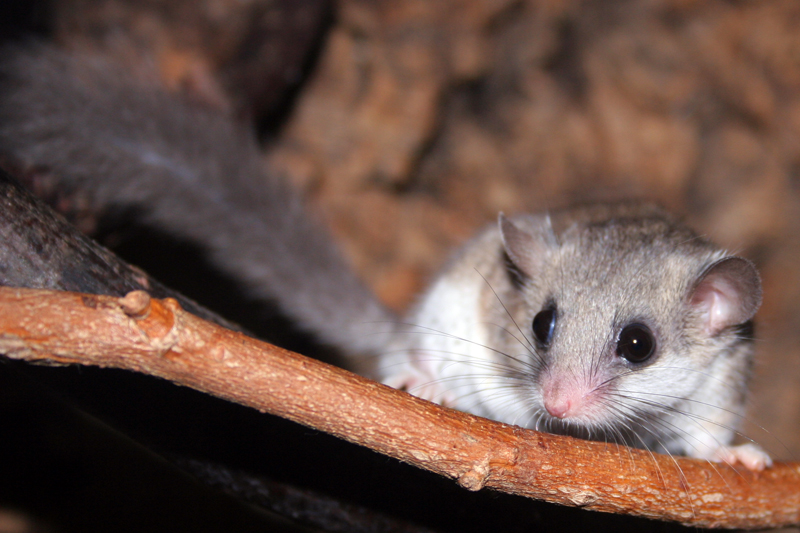
самець і його пухнастий хвіст
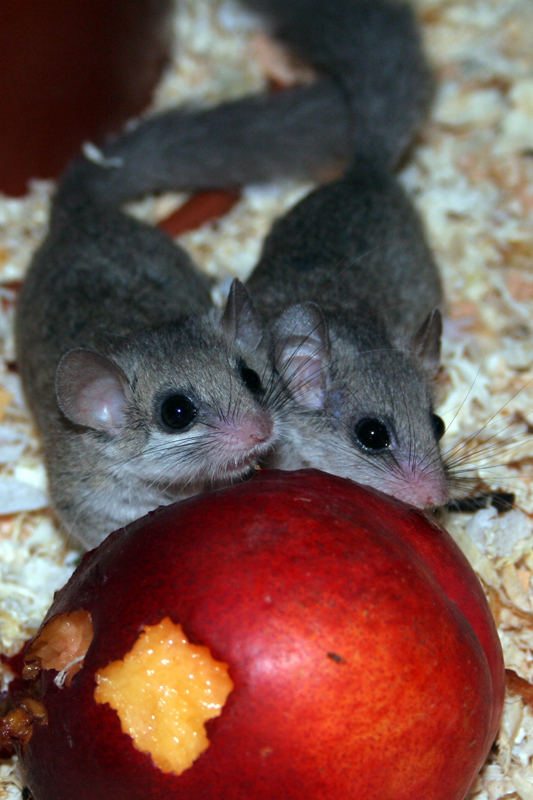
два дорослих їдять нектарин